# Hühnermühle
Hühnermühle ist ein Gemeindeteil der Gemeinde Pfofeld im Landkreis Weißenburg-Gunzenhausen (Mittelfranken, Bayern). Hühnermühle liegt in der Gemarkung Thannhausen.

## Lage
Der nach der (ehemaligen) Mühle benannte Weiler liegt am nördlichen Rand des Altmühlüberleiters und etwa 500 Meter westlich von dessen Einmündung in den Kleinen Brombachsee. Mit der im Norden angrenzenden Nachbarortschaft Neuherberg ist er baulich verwachsen. Eine Gemeindeverbindungsstraße führt über Neuherberg zur östlich vorbeilaufenden Kreisstraße WUG 1 sowie zur südlich verlaufenden Kreisstraße WUG 20. Westlich befindet sich das Naturschutzgebiet Brombachmoor. Südlich der Hühnermühle auf der anderen Seite des Altmühlüberleiters liegt der Pfofelder Ortsteil Furthmühle, heute ein Sägewerk.

## Ortsnamendeutung
Der Ortsnamenforscher Robert Schuh nennt drei mögliche Deutungen: „Mühle, in deren Nähe sich zahlreiche (Reb-)Hühner aufhalten“ oder „Mühle, deren Mühlzins (vornehmlich) in der Abgabe von Hühnern besteht“ oder „Mühle, in der zahlreiche (vielleicht im Sinne von „übertrieben viele“) Hühner gehalten werden.“ Der Mühlenzins an den Grundherrn bestand auch bei anderen Mühlen neben Geldleistungen aus Naturalien wie Getreide oder Mehl, Schweinen, Hühnern und Eiern; von der Abgabe von Hühnern als namensgebend für die Hühnermühle geht auch der Gunzenhäuser Lokalhistoriker Hans Bach aus. Die in einigen späten Belegen auftauchende Bezeichnung „Hammermühle“ geht auf eine falsche Rückübersetzung von dem umgangssprachlichen „Hennenmühle“ zurück.

## Geschichte
1398 wird Hühnermühle erstmals erwähnt, als Stephan und Hadmar von Absberg die „Hüner Mül“ und den „Hüner Weyer“ an die Deutschordenskommende Ellingen verkauften. Dorthin war sie spätestens seit dem frühen 17. Jahrhundert (Beleg von 1608) vogt- und gültbar; die Fraisch war nach einem Beleg von 1612 zwischen dem Deutschen Orden und dem markgräflich-ansbachischen Amt Gunzenhausen strittig. Wohl infolge des Dreißigjährigen Krieges lag die Hühnermühle noch gegen Ende des 17. Jahrhunderts öde. Als solche kaufte sie 1693 der Neuherberg-Wirt Hans Schmidt dem Deutschen Orden in Ellingen ab. Für 1732 erfährt man, dass die Mühle als Ölmühle betrieben wird, dass die Müllersleute den Zehnt in die Pfarrei Absberg zu geben haben, dass die Vogtei inner Ettern vom Deutschen Orden in Ellingen wahrgenommen wird, während die Vogtei außer Ettern und die hohe Fraisch nunmehr eindeutig markgräflicher Besitz sind und vom Oberamt Gunzenhausen wahrgenommen werden.
1792 wird die Hühnermühle mit dem Markgrafentum Ansbach preußisch. Am Ende des Heiligen Römischen Reichs geht sie mit dem ehemaligen Fürstentum Ansbach infolge des Reichsdeputationshauptschlusses 1806 an das neue Königreich Bayern über, wo sie im Landgericht/Rentamt Gunzenhausen ab 1808 dem Steuerdistrikt Absberg, ab 1811 der Ruralgemeinde Absberg und ab 1818 der Ruralgemeinde Thannhausen eingegliedert ist. Noch 1833 wird die Hühnermühle ein Mühlgut mit realer Mahlgerechtigkeit und zahlt an die Steuergemeinde Thannhausen.
Ab 1923 wurde mit zwei Wasserrädern und einem Generator Lichtstrom erzeugt. 1956 wurde die Mühle auf elektrischen Betrieb umgestellt. Seit 1680 war die Müllerfamilie Walther/Walter ununterbrochen im Besitz der Hühnermühle, bis der Bayerische Staat beim Bau des Kleinen Brombachsees in den 1970er Jahren das alte Mühlengebäude ablöste und abbrach. Im Zuge der Gebietsreform in Bayern wurde die Gemeinde Thannhausen aufgelöst. Die Hühnermühle kam am 1. Mai 1978 zu Pfofeld.

## Einwohnerzahlen
- 1818: 4 Einwohner[11]
- 1824: 4 Einwohner, 1 Anwesen[11]
- 1861: 5 Einwohner, 2 Gebäude[12]
- 1950: 9 Einwohner, 1 Anwesen[11]
- 1961: 8 Einwohner, 2 Wohngebäude[13]
- 1987: 7 Einwohner[14]
- 31. Dezember 2010: 10 Einwohner[1]